# Con vẹt ngẫu tính
Trong học máy, thuật ngữ stochastic parrot, tức con vẹt ngẫu tính hay con vẹt ngẫu nhiên, là phép ẩn dụ để mô tả cái lý thuyết cho rằng các mô hình ngôn ngữ lớn mặc dù có thể tạo ra câu chữ có vẻ hợp lý, nhưng không hề hiểu được ý nghĩa của ngôn từ mà bản thân xử lý. Thuật ngữ này được Emily M. Bender đặt ra trong bài báo nghiên cứu trí tuệ nhân tạo năm 2021 "On the Dangers of Stochastic Parrots: Can Language Models Be Too Big? 🦜" (Về sự nguy hiểm của loài vẹt ngẫu tính: Mô hình ngôn ngữ có thể lớn quá không? 🦜) do Bender, cùng với Timnit Gebru, Angelina McMillan-Major và Margaret Mitchell viết.